# I. A třída Plzeňského kraje 2008/2009
I. A třídu Plzeňského kraje (jednu ze skupin 6. fotbalové ligy) hrálo v sezóně 2008/2009 16 klubů. Vítězem a postupijícím se stal tým TJ ZKZ Horní Bříza, postoupily i týmy  na druhém a třetím místě TJ Baník Stříbro a TJ Rozvadov. Sestoupily týmy TJ Jiskra Bezdružice, TJ Žichovice, TJ Sokol Blovice, FK Žákava a TJ Klatovy „B“.

## Systém soutěže
Kluby se střetly v soutěži každý s každým dvoukolovým systémem podzim–jaro, hrály tedy 30 kol.

## Výsledná tabulka
| Poř. | Tým                      | Z  | V  | R  | P  | VG | OG | B  |
| ---- | ------------------------ | -- | -- | -- | -- | -- | -- | -- |
| 1.   | TJ ZKZ Horní Bříza (S)   | 30 | 25 | 3  | 2  | 81 | 22 | 78 |
| 2.   | TJ Baník Stříbro (S)     | 30 | 20 | 3  | 7  | 66 | 35 | 63 |
| 3.   | TJ Rozvadov (N)          | 30 | 18 | 8  | 4  | 80 | 32 | 62 |
| 4.   | TJ Sušice (S)            | 30 | 18 | 6  | 6  | 66 | 37 | 60 |
| 5.   | TJ Čechie Příkosice (N)  | 30 | 14 | 7  | 9  | 59 | 45 | 49 |
| 6.   | FK Nepomuk               | 30 | 14 | 5  | 11 | 62 | 49 | 47 |
| 7.   | TJ Město Zbiroh          | 30 | 11 | 6  | 13 | 53 | 54 | 39 |
| 8.   | TJ Keramika Chlumčany    | 30 | 11 | 5  | 14 | 52 | 55 | 38 |
| 9.   | TJ Start Luby            | 30 | 10 | 7  | 13 | 35 | 37 | 37 |
| 10.  | FC Křimice               | 30 | 10 | 6  | 14 | 43 | 57 | 36 |
| 11.  | TJ Jiskra Bezdružice (N) | 30 | 10 | 4  | 16 | 46 | 56 | 34 |
| 12.  | FK Okula Nýrsko (N)      | 30 | 9  | 7  | 14 | 39 | 54 | 34 |
| 13.  | TJ Žichovice             | 30 | 9  | 7  | 14 | 39 | 70 | 34 |
| 14.  | TJ Sokol Blovice         | 30 | 7  | 10 | 13 | 32 | 39 | 31 |
| 15.  | FK Žákava                | 30 | 5  | 7  | 18 | 37 | 68 | 22 |
| 16.  | TJ Klatovy „B“           | 30 | 3  | 1  | 26 | 19 | 99 | 10 |

Poznámky:
- Z = Odehrané zápasy; V = Vítězství; R = Remízy; P = Prohry; VG = Vstřelené góly; OG = Obdržené góly; B = Body; (S) = Mužstvo sestoupivší z vyšší soutěže; (N) = Mužstvo postoupivší z nižší soutěže (nováček)

|  | Postup do Přeboru Plzeňského kraje 2009/2010    |
|  | Sestup do I. B třídy Plzeňského kraje 2009/2010 |